# Představitelé Šanghaje

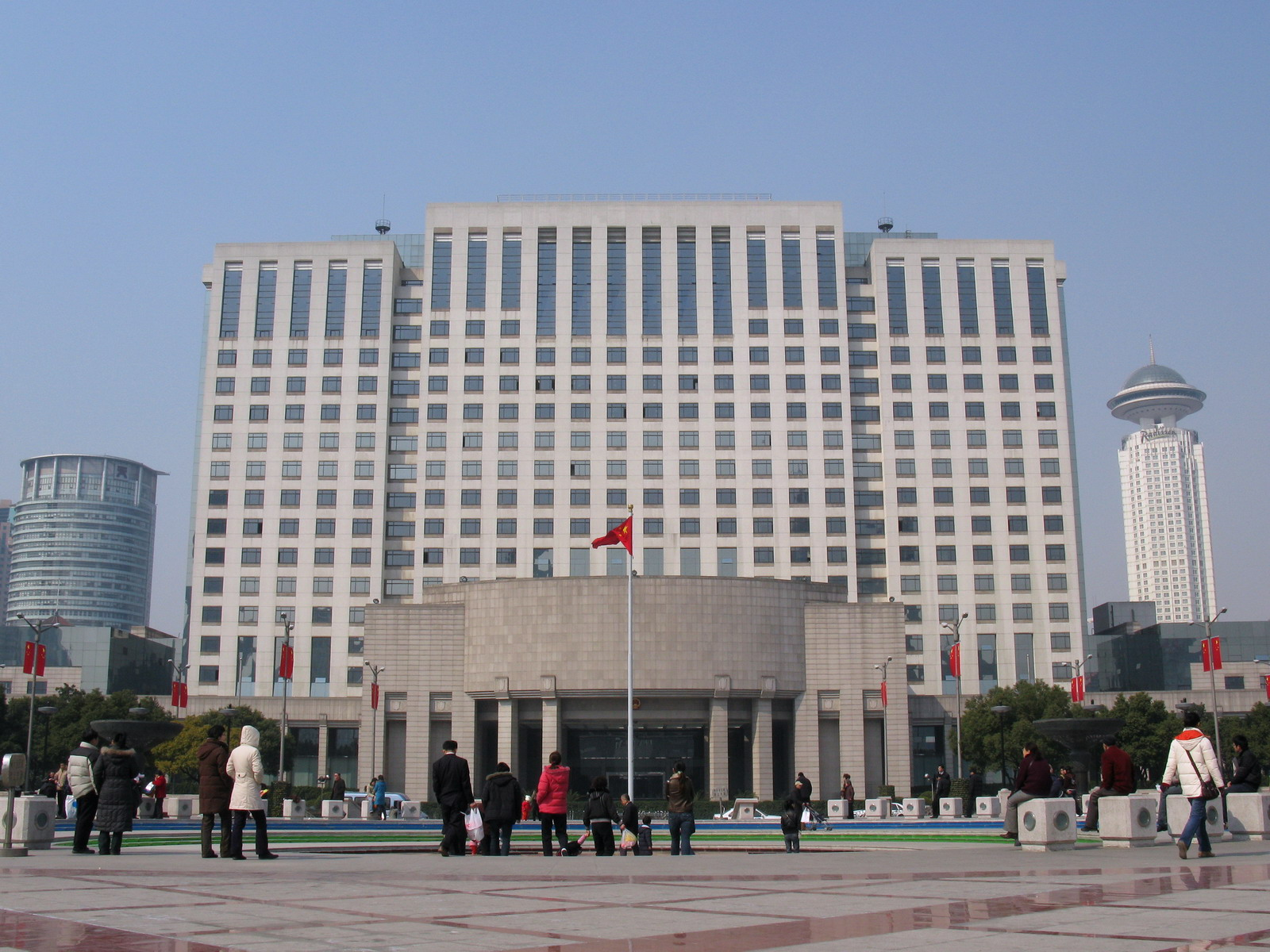
Budova šanghajské městské správy

Představitelé Šanghaje stojí v čele správy města. Od vzniku Čínské lidové republiky roku 1949 stojí v čele správy Šanghaje starosta (š’-čang, 市长) řídící lidovou vládu Šanghaje (Šang-chaj-š’ žen-min čeng-fu, 北京市人民政府). Nejvyšší politické postavení ve městě má však tajemník šanghajského výboru Komunistické strany Číny, vládnoucí politické strany města i celého státu. K dalším předním představitelům Šanghaje patří předseda městského lidového shromáždění (zastupitelského sboru) a předseda městského výboru lidového politického poradního shromáždění.
V politickém systému Čínské lidové republiky, analogicky k centrální úrovni, má příslušný regionální výbor komunistické strany v čele s tajemníkem ve svých rukách celkové vedení, lidová vláda v čele se starostou (u města) nebo guvernérem (u provincie) řídí administrativu regionu, lidové shromáždění plní funkce zastupitelského sboru a lidové politické poradní shromáždění má poradní a konzultativní funkci.
V případě Šanghaje mají jeho představitelé, jako reprezentanti jednoho z největších měst a důležitého ekonomického  města země, větší vliv než je u regionálních politiků obvyklé, tajemník šanghajského výboru strany je obvykle členem politbyra ústředního výboru KS Číny; někteří tajemníci a starostové byli povýšeni i do stálého výboru politbyra, mezi 6-9 nejvlivnějších politiků Čínské lidové republiky.

## Tajemníci šanghajského městského výboru Komunistické strany Číny (od 1949)
Šanghajský městský výbor KS Číny vedl první tajemník s pomocí druhého tajemníka a několika dalších tajemníků. Od června 1985 v čele výboru stojí tajemník s několika zástupci tajemníka. 
Ve sloupci „Další funkce“ jsou uvedeny nejvýznamnější úřady zastávané současně s výkonem funkce tajemníka šanghajského výboru strany, případně pozdější působení v politbyru a stálém výboru politbyra.
| Portrét | Jméno (životní data)                   | Od            | Do            | Další funkce a poznámky |
| ------- | -------------------------------------- | ------------- | ------------- | --- |
|         | Žao Šu-š’ (饶漱石) (1903–1975)         | březen 1949   | leden 1950    | |
|         | Čchen I (陈毅) (1901–1972)             | leden 1950    | říjen 1954    | starosta Šanghaje (1949–1958) |
|         | Kche Čching-š’ (柯庆施) (1902–1965)    | říjen 1954    | duben 1965    | člen politbyra ÚV KS Číny (od 1958), starosta Šanghaje (od 1958), předseda městského výboru ČLPPS (1955–1958)                                                       |
|         | Čchen Pchi-sien (陈丕显) (1916–1995)   | listopad 1965 | únor 1967     | předseda městského výboru ČLPPS (1958–1967) |
|         | Čang Čchun-čchiao (张春桥) (1917–2005) | 1971          | říjen 1976    | předseda šanghajského revolučního výboru (1967–1976), člen 9. a 10. politbyra ÚV KS Číny, člen stálého výboru politbyra (1973–1976)                                 |
|         | Su Čen-chua (苏振华) (1912–1979)       | říjen 1976    | leden 1979    | kandidát 10. (do 1977) a člen 11. politbyra ÚV KS Číny (od 1977), předseda šanghajského revolučního výboru (1976–1979)                                              |
|         | Pcheng Čchung (彭冲) (1915–2010)       | leden 1979    | březen 1980   | člen politbyra ÚV KS Číny, předseda městského výboru ČLPPS (1977–1979), předseda šanghajského revolučního výboru (1979), starosta Šanghaje (1979–1980)              |
|         | Čchen Kuo-tung (陈国栋) (1911–2005)    | březen 1980   | červen 1985   | |
|         | Žuej Sing-wen (芮杏文) (1927–2005)     | červen 1985   | listopad 1987 | později člen sekretariátu ÚV KS Číny (1987–1989) |
|         | Ťiang Ce-min (江泽民) (1926–2022)      | listopad 1987 | srpen 1989    | starosta Šanghaje (1985–1988), člen politbyra ÚV KS Číny, později generální tajemník ÚV KS Číny, a prezident ČLR, a předseda ústřední vojenské komise KS Číny i ČLR |
|         | Ču Žung-ťi (朱镕基) (* 1928)           | srpen 1989    | duben 1991    | starosta Šanghaje (1988–1991), později člen stálého výboru politbyra (1992–2002)                                                                                    |
|         | Wu Pang-kuo (吴邦国) (* 1941)          | duben 1991    | září 1994     | člen politbyra ÚV KS Číny (od 1992), později člen stálého výboru politbyra (2002–2012)                                                                              |
|         | Chuang Ťü (黄菊) (1938–2007)           | září 1994     | listopad 2002 | starosta Šanghaje (1991–1995), člen politbyra ÚV KS Číny, později člen stálého výboru politbyra (2002–2007)                                                         |
|         | Čchen Liang-jü (陈良宇) (* 1946)       | listopad 2002 | září 2006     | starosta Šanghaje (2001–2003), člen politbyra ÚV KS Číny, odvolán kvůli korupci                                                                                     |
|         | Chan Čeng (韩正) (* 1954)              | září 2006     | březen 2007   | úřadující zástupce tajemníka a starosta Šanghaje |
|         | Si Ťin-pching (习近平) (* 1953)        | březen 2007   | říjen 2007    | později generální tajemník ÚV KS Číny, a prezident ČLR, a předseda ústřední vojenské komise KS Číny i ČLR                                                           |
|         | Jü Čeng-šeng (俞正声) (* 1945)         | říjen 2007    | listopad 2012 | člen politbyra ÚV KS Číny, později člen stálého výboru politbyra (2012–2017)                                                                                        |
|         | Chan Čeng (韩正) (* 1954)              | listopad 2012 | říjen 2017    | předtím starosta Šanghaje (2003–2012), člen politbyra ÚV KS Číny, později člen stálého výboru politbyra (2017–2022)                                                 |
|         | Li Čchiang (李强) (* 1959)             | říjen 2017    | říjen 2022    | člen politbyra ÚV KS Číny, později člen stálého výboru politbyra (2022– )                                                                                           |
|         | Čchen Ťi-ning (陈吉宁) (* 1964)        | říjen 2022    | úřadující     | člen politbyra ÚV KS Číny |

## Starostové Šanghaje (od 1927)
Uvedeni jsou starostové Šanghaje od 1927. Během kulturní revoluce, od února 1967 do prosince 1979, šanghajskou lidovou vládu v čele se starostou nahradil šanghajský revoluční výbor v čele s předsedou. V prosinci 1979 byl revoluční výbor zrušen a obnovena lidová vláda vedená starostou.
Ve sloupci „Další funkce“ jsou uvedeny nejvýznamnější současně zastávané úřady, případně pozdější působení v politbyru a stálém výboru politbyra. 
| Portrét | Jméno (životní data) | Od            | Do            | Další funkce                          |
| ------- | -------------------- | ------------- | ------------- | ------------------------------------- |
|         | Chuang Fu            | červenec 1927 | duben 1929    | první starosta Šanghaje               |
|         | Čang Čchün           | duben 1929    | leden 1932    |                                       |
|         | Wu Tchie-čcheng      | leden 1932    | duben 1937    |                                       |
|         | Jü Chung-ťün         | duben 1937    | listopad 1937 | prchl z města při jeho dobytí Japonci |
|         | Čchen Kung-po        | listopad 1940 | prosinec 1944 | projaponský starosta                  |
|         | Čou Fo-chaj          | prosinec 1944 | srpen 1945    | projaponský starosta                  |
|         | K. C. Wu             | srpen 1945    | květen 1949   | poslední kuomintangský starosta       |

| Portrét | Jméno (životní data)                   | Od            | Do            | Další funkce |
| ------- | -------------------------------------- | ------------- | ------------- | --- |
|         | Čchen I (陈毅) (1901–1972)             | květen 1949   | listopad 1958 | první tajemník šanghajského výboru KS Číny (1950–1954), místopředseda vlády (od 1954), člen politbyra ÚV KS Číny (od 1956)                                                                                     |
|         | Kche Čching-š’ (柯庆施) (1902–1965)    | listopad 1958 | duben 1965    | předtím předseda městského výboru ČLPPS (1955–1958), první tajemník šanghajského výboru KS Číny (od 1954), člen politbyra ÚV KS Číny (od 1958)                                                                 |
|         | Cchao Ti-čchiou (曹荻秋) (1909–1976)   | prosinec 1965 | únor 1967     | |
|         | Čang Čchun-čchiao (张春桥) (1917–2005) | únor 1967     | říjen 1976    | první tajemník šanghajského výboru KS Číny (1971–1976), člen 9. (od 1969) a 10. politbyra ÚV KS Číny, člen stálého výboru politbyra (1973–1976)                                                                |
|         | Su Čen-chua (苏振华) (1912–1979)       | říjen 1976    | leden 1979    | kandidát 10. (do 1977) a člen 11. politbyra ÚV KS Číny (od 1977), první tajemník šanghajského výboru KS Číny (1976–1979)                                                                                       |
|         | Pcheng Čchung (彭冲) (1915–2010)       | leden 1979    | březen 1980   | předtím předseda městského výboru ČLPPS (1977–1979), první tajemník šanghajského výboru KS Číny (1979–1980), člen politbyra ÚV KS Číny                                                                         |
|         | Wang Tao-chan (汪道涵) (1915–2005)     | říjen 1980    | červenec 1985 | |
|         | Ťiang Ce-min (江泽民) (1926–2022)      | červenec 1985 | duben 1988    | tajemník šanghajského výboru KS Číny (1987–1989), člen politbyra ÚV KS Číny (od 1987), později generální tajemník ÚV KS Číny, a prezident ČLR, a předseda ústřední vojenské komise KS Číny i ČLR               |
|         | Ču Žung-ťi (朱镕基) (* 1928)           | duben 1988    | duben 1991    | tajemník šanghajského výboru KS Číny (1989–1991), později člen stálého výboru politbyra (1992–2002) |
|         | Chuang Ťü (黄菊) (1938–2007)           | duben 1991    | únor 1995     | tajemník šanghajského výboru KS Číny (1994–2002), později člen politbyra ÚV KS Číny (od 1994), a člen stálého výboru politbyra (2002–2007)                                                                     |
|         | Sü Kchuang-ti (徐匡迪) (* 1937)        | únor 1995     | prosinec 2001 | |
|         | Čchen Liang-jü (陈良宇) (* 1946)       | prosinec 2001 | únor 2003     | tajemník šanghajského výboru KS Číny (2002–2006), člen politbyra ÚV KS Číny (2002–2006) |
|         | Chan Čeng (韩正) (* 1954)              | únor 2003     | prosinec 2012 | úřadující tajemník šanghajského výboru KS Číny (2006–2007), později tajemník šanghajského výboru KS Číny (2012–2017), člen politbyra ÚV KS Číny (2012–2022), později člen stálého výboru politbyra (2017–2022) |
|         | Jang Siung (杨雄) (1953–2021)          | prosinec 2012 | leden 2017    | |
|         | Jing Jung (应勇) (* 1957)              | leden 2017    | únor 2020     | |
|         | Kung Čeng (龚正) (* 1960)              | březen 2020   |               | |

## Předsedové šanghajského městského lidového shromáždění (od 1979)
| Jméno (životní data)               | Od            | Do            | Další funkce a poznámky |
| ---------------------------------- | ------------- | ------------- | --- |
| Jen Jou-min (严佑民) (1918–2001)   | prosinec 1979 | leden 1981    | |
| Chu Li-ťiao (胡立教) (1914–2006)   | duben 1981    | duben 1988    | |
| Jie Kung-čchi (叶公琦) (* 1929)    | duben 1988    | únor 1998     | |
| Čchen Tchie-ti (陈铁迪) (* 1935)   | únor 1998     | únor 2003     | žena |
| Kung Süe-pching (龚学平) (* 1942)  | únor 2003     | leden 2008    | |
| Liou Jün-keng (刘云耕) (* 1947)    | leden 2008    | únor 2013     | |
| Jin I-cchuej (殷一璀) (* 1955)     | únor 2013     | leden 2020    | žena |
| Ťiang Čuo-čching (蒋卓庆) (* 1959) | leden 2020    | leden 2023    | |
| Tung Jün-chu (董云虎) (* 1962)     | leden 2023    | červenec 2023 | |
| Chuang Li-sin (黄莉新) (* 1962)    | leden 2024    | úřadující     | žena; předtím předsedkyně ťiangsuského provinčního výboru ČLPPS (2018–2022), předsedkyně čeťiangského provinčního výboru ČLPPS (2022–2023) |

## Předsedové šanghajského městského výboru Čínského lidového politického poradního shromáždění (ČLPPS, od 1955)
| Jméno (životní data)                 | Od            | Do            | Další funkce a poznámky |
| ------------------------------------ | ------------- | ------------- | --- |
| Kche Čching-š’ (柯庆施) (1902–1965)  | květen 1955   | říjen 1958    | první tajemník šanghajského výboru KS Číny (od 1954), později starosta Šanghaje (od 1958), člen politbyra ÚV KS Číny (od 1958)                                             |
| Čchen Pchi-sien (陈丕显) (1916–1995) | říjen 1958    | únor 1967     | první tajemník šanghajského výboru KS Číny (od 1965–1967) |
| Pcheng Čchung (彭冲) (1915–2010)     | prosinec 1977 | prosinec 1979 | člen politbyra ÚV KS Číny, předseda šanghajského revolučního výboru (1979), později starosta Šanghaje (1979–1980) a první tajemník šanghajského výboru KS Číny (1979–1980) |
| Wang I-pching (王一平) (1914–2007)   | prosinec 1979 | duben 1983    | |
| Li Kuo-chao (李国豪) (1913–2005)     | duben 1983    | duben 1988    | |
| Sie Si-te (谢希德) (1921–2000)       | duben 1988    | únor 1993     | žena |
| Čchen Tchie-ti (陈铁迪) (* 1935)     | únor 1993     | únor 1998     | žena |
| Wang Li-pching (王力平) (1940–2021)  | únor 1998     | únor 2003     | |
| Ťiang I-žen (蒋以任) (* 1942)        | únor 2003     | leden 2008    | |
| Feng Kuo-čchin (冯国勤) (* 1948)     | leden 2008    | leden 2013    | |
| Wu Č’-ming (吴志明) (* 1952)         | leden 2013    | leden 2018    | |
| Tung Jün-chu (董云虎) (* 1962)       | leden 2018    | leden 2023    | |
| Chu Wen-žung (胡文容) (* 1964)       | leden 2023    | úřadující     | |